# Andrea Schurian

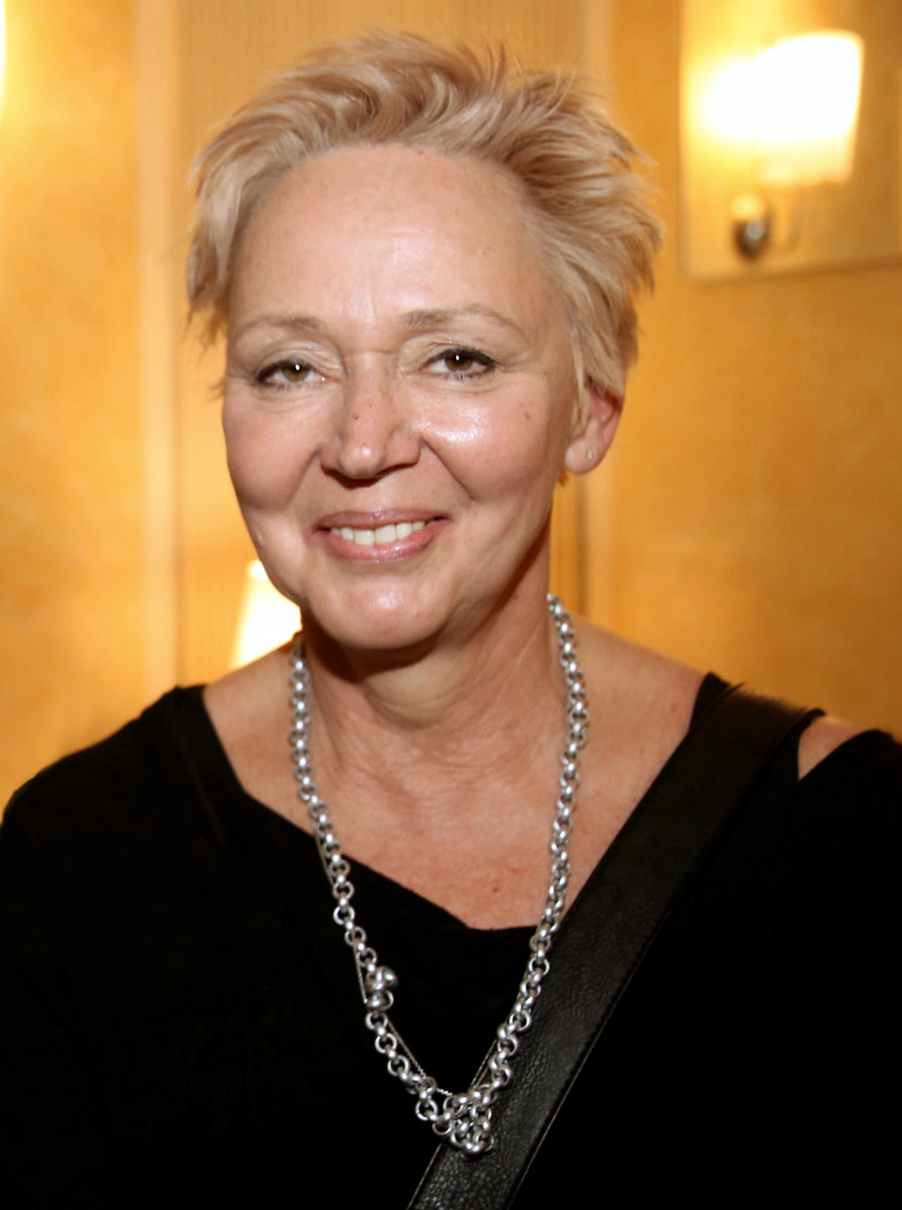
Andrea Schurian, 2015

Andrea Schurian (geb. 30. November 1957 in Klagenfurt) ist eine österreichische Kulturjournalistin und Autorin. Sie leitete von 2008 bis 2017 das Kulturressort der Tageszeitung Der Standard und ist Chefredakteurin der jüdischen, vierteljährlich erscheinenden Zeitschrift Nu.

## Biografie
Andrea Schurian studierte Publizistikwissenschaft und Politologie an der Universität Wien. 1982 wurde sie zum Dr. phil. promoviert. Als freiberufliche Autorin schrieb sie seit 1981 über Kultur- und Reisethemen für Zeitschriften und Zeitungen, darunter Extrablatt, Merian, Geo, Vogue, Die Presse und Kleine Zeitung. Nach einem einjährigen Aufenthalt in New York war sie von 1985 bis 2002 freie Mitarbeiterin der Kulturredaktion des ORF. Ab 1995 arbeitete sie auch als Moderatorin, u. a. moderierte sie bis 1997 die 3sat-Sendung Kulturzeit und von 1998 bis 2002 die Sendung kunst-stücke im ORF. Für das Fernsehen drehte sie seit den späten 1980er Jahren Dokumentarfilme und Künstlerporträts, so 1983 über Mario Emes, 1992 über Maria Lassnig und 2016 über André Hellers „Paradiesgarten“ in Marrakesch.
Im Herbst 2008 wurde sie Ressortleiterin Kultur beim Standard. Seit Januar 2018 ist sie Chefredakteurin von Nu, einer jüdischen, vierteljährlich erscheinenden Zeitschrift für Politik und Kultur.
Andrea Schurian lebt in Wien, ist mit dem Künstler Rudi Stanzel verheiratet und hat zwei erwachsene Kinder.

## Buchveröffentlichungen
- Das schöne Fräulein Unbekannt. Gespräche über Theater, Kunst und Lebenszeit, mit Thomas Oberender, Edition Salzmann, Salzburg 2011, ISBN 978-3-99014-036-9.
- Anima. Der Zaubergarten von André Heller in Marrakesch, mit Fotografien von Albina Bauer, Verlag Brandstätter, Wien 2018, ISBN 978-3-7106-0223-8.